# Junta de Idiomas de las Islas Feroe
La Junta de Idiomas de las Islas Feroe (en feroés: Málráað, antes de que 2012, Føroyska málnevndin) es la reguladora de la lengua feroesa. Fue fundado en abril de 1985, y está localizado en Tórshavn. Los objetivos de la Junta son fortalecer y desarrollar la lengua feroesa, así aconsejar el gobierno feroés sobre asuntos de la lengua. La Junta tiene, entre otras cosas, la tarea de poner el estilo de escritura para nuevas palabras que son introducidas a la lengua y para asegurarse de que el público use la lengua satisfactoriamente. La Junta de Idiomas es una dependencia al Ministerio de cultura feroés.
La Junta es un miembro del Consejo Nórdico de Idiomas, el cual es parte del Consejo Nórdico.

## Tareas
Según la cláusula de propósito de la Junta (§2), estas son las tareas del comité:
- Recolectar y almacenar palabras nuevas en feroés y ayudar para escoger y crear palabras nuevas. La Junta también tiene que ser observador para encontrar errores lingüísticos y entonces intentar prevenir que los errores se expandan.
- Trabajar con juntas de idiomas en asociaciones e instituciones, y apoyarles tanto como sea posible en su trabajo.
- Responder a los asuntos relacionados a la lengua para instituciones y cuerpos privados, y colaborar con instituciones y medios de comunicación que tiene un impacto significativo en el idioma, como administración de gobierno, escuelas, diarios, radio y televisión.
- Contestar cuestiones sobre personales-nombres, nombres de lugares y otros nombres. Las cuestiones y las respuestas serán almacenadas en el archivo de la Junta.
- Cooperar con otras juntas de idiomas/consejos lingüísticos e instituciones similares en otros países nórdicos, y enviar representantes a sus reuniones.